# Miguel Covarrubias
José Miguel Covarrubias Duclaud (Ciudad de México, 22 de noviembre de 1904 - 3 de febrero de 1957), también conocido como El Chamaco, fue un artista (caricaturista, antropólogo, cartógrafo, curador, ilustrador, escenógrafo y viajero) e investigador mexicano.
Una de las figuras más polifacéticas de la historia cultural de su país, fue caricaturista, dibujante, ilustrador, diseñador teatral, pintor y, como resultado de una formación autodidacta y empírica, autor de importantes estudios antropológicos y etnológicos. Hizo aportaciones a la museología y, en una breve etapa de funcionario, en los inicios de los años 50, impulsó la experimentación y la creatividad en la danza moderna mexicana.
Su postura política fue de izquierda.[cita requerida] En sus libros manifestó su antifascismo y horror a la guerra, denunció el caciquismo y el reparto injusto de los recursos. Sin embargo, sus pinturas y caricaturas no expresaban críticas políticas. A diferencia de los tres grandes, José Clemente Orozco, Diego Rivera y David Alfaro Siqueiros, el Chamaco no fue un militante, sino un idealista y romántico que trató al prójimo como un hermano.

## Primeros trabajos
Estudió en la Escuela Nacional Preparatoria y dejó incompletos sus estudios para dedicarse a la caricatura. Publicó sus primeros trabajos a los 14 años de edad en el periódico El Cáncer, fundado por el médico cirujano Raoul Fournier. Posteriormente, sus caricaturas de artistas, intelectuales y políticos aparecieron en los periódicos y revistas nacionales Fantoche, El Heraldo de México, El Mundo y El Universal Ilustrado. Trabajó también como ilustrador para libros didácticos publicados por la Secretaría de Educación Pública y como dibujante cartográfico para la Secretaría de Comunicaciones. Su primer trabajo como ilustrador de libros fue por invitación de Adolfo Best Maugard, en 1923, para la publicación El método de dibujo, el cual contenía prólogo de José Juan Tablada y conclusión de Pedro Henriquez Ureña. Solo una de las 275 ilustraciones de la publicación llevaba su firma. Tanto el mencionado Best Maugard como el pintor Roberto Montenegro —Covarrubias colaboró en su mural Iberoamérica para el ex templo de la Encarnación— fueron sus primeros maestros.

## Estados Unidos
En 1924, Covarrubias se instaló en Nueva York y recibió el apoyo del poeta José Juan Tablada, quien lo contactó además con el medio periodístico. Conoció a la bailarina Rosa Rolando, con quien se casaría años después, por Adolfo Best Maugard -compañero de departamento-. En esa primera estancia y también debido a su poco dominio del inglés, frecuentaría en New York a Rufino Tamayo, Carlos Mérida, Octavio Barreda, Luis Cardoza y Aragón y Carlos Chávez.
Se relacionó con la élite neoyorkina y conoció a Frank Crowninshield, director de la revista Vanity Fair; en enero de 1924 comenzó a publicar caricaturas e ilustraciones en la revista, gracias a lo cual consolidó fama mundial. También publicaría en las revistas New Yorker y Fortune, y sería ilustrador para diversas editoriales estadounidenses. Pese al inicio de su carrera como un caricaturista, hacia esa época Covarrubias encontraría mayor holganza económica ilustrando libros.
Tuvo colaboraciones importantes con el crítico literario Corey Ford, más conocido como John Riddell, con quien publicaría la exitosa serie Impossible Interviews. Juntos hicieron parodia de los personajes de los best-sellers de la época, en libros como In the worst possible taste y Meaning no offense.
En octubre de 1925 publicó The Prince of Wales and other famous americans. Los 66 personajes caricaturizados en este libro son representantes del teatro, cine, música, deporte, literatura y política de los Estados Unidos, aunque también aparecen ídolos y amigos personales del Chamaco. Sus caricaturas eran más estéticas que burlonas, e incluso los aludidos quedaban satisfechos con su representación. Covarrubias utilizaba líneas sencillas, con las que lograba dar una expresión fuerte y característica a cada personaje.
Durante su estancia en Nueva York frecuentó el barrio de Harlem e incursionó en la cultura popular "afroamericana", que se expresaba en forma de blues, jazz y baile. De algún modo, esta cultura le recordaba a México, y se interesó tanto en ella que realizó estudios profundos e intuitivos de su sociedad. Las ilustraciones que hacía al respecto, y que seguían apareciendo en Vanity Fair, estaban basadas en sus estudios y dignificaban al afrodescendiente. En 1927 publicó Negro Drawings, libro en el que recopiló varias de estas.

## Bali
El 24 de abril de 1930 se casa con Rosa Rolanda y pasan su luna de miel en Bali, una isla que forma parte del archipiélago de las Indias Orientales Neerlandesas (actual Indonesia). De nuevo, se sintió cautivado por una cultura diferente a la suya y, en 1933, consigue una beca de la fundación Guggenheim. Regresó entonces a Asia meridional para dibujar, pintar y realizar trabajos etnográficos en la isla de Bali.
En 1934 regresan a Nueva York y en 1935 se muda a la Ciudad de México, a la casa heredada de sus padres en Tizapán, San Ángel. Covarrubias pasó todo 1935 y parte del 36 preparando su libro Island of Bali que incluye 114 fotografías del autor, 5 pinturas y 90 dibujos, además otras fotografías tomadas por su esposa Rosa. El libro se publicó en 1937 y fue todo un éxito en ventas.

## Mapas y murales
En 1937 realizó 6 mapas murales para la exposición internacional del Golden Gate en San Francisco, con el fin de ilustrar geográficamente la riqueza del territorio asiático y americano. Los mapas fueron realizados con una técnica innovadora: laca de duco diluida en disolvente sobre una base de nitrocelulosa, con la que obtuvo un acabado brillante, permanente, duro e impermeable.
En México realizó otros tres mapas murales. Dos de ellos, en el vestíbulo del Hotel del Prado, ilustraban los recursos naturales del país y los puntos de interés histórico, así como las ciudades y los medios de transporte que las unen. El otro se encuentra en el ex templo de Corpus Christi. Fue realizado en 1951 con motivo de la inauguración en el ex templo del Museo de Artes e Industrias Populares.
Otro mural de Covarrubias se encuentra en el Hotel Ritz, se titula Una tarde de domingo en Xochimilco. En él, refleja la gracia y las costumbres de los habitantes de la zona, los tipos urbanos, los pachucos y señoras que pasean en trajinera en medio de chinampas. Lo realizó en 1947. Su último mural se encuentra en el Stewart Building de Dallas, Texas, lo terminó en 1954 y se titula Genesis, the Gift of Life.

## Danza, etnografía y antropología
A su vuelta a México, en 1936, y dada la relativa facilidad con la que tuvo acceso a piezas de origen mesoamericano, se incrementó su fascinación por dicha etapa de la historia repercutiendo ello en el crecimiento de su colección de piezas y su archivo al respecto, así como su labor docente e investigativa. Hacia 1936 se comprometió con la ilustración de The Discovery and Conquest of Mexico, trabajo solicitado por el director de The Limited Editions Club, George Macy, quien además realizó el trabajo editorial desde México para facilitar la labor del artista. Covarrubias dibujó 48 ilustraciones. Para el cuidado de la edición, a cargo de Rafael Loera y Chávez, fueron pedidas tintas especiales a Estados Unidos.
Covarrubias ejerció la docencia enseñando etnografía en la Escuela Nacional de Antropología e Historia y fue director de la Escuela de Danza del Instituto Nacional de Bellas Artes. Además, el puesto que tuvo como coordinador de danza del Instituto Nacional de Bellas Artes le dio a México un nuevo aire, pues llevó a la Ciudad de México por primera vez, en 1953, al sinaloense José Limón, director de la José Limón Company y una de las principales figuras de la danza moderna americana. Durante estos años, diseñó vestuarios y escenografías para ballets como El invisible, Tózcatl, Zapata y La mano de Dios. Sobre esa experiencia en el pasado mexicano, Ernesto de la Torre Villar dijo:

"Si [Covarrubias] no fue historiador profesional, si podemos afirmar que fue uno de los mejores intérpretes de nuestra historia"
Ernesto de la Torre Villar

Además de pintar sobre la cultura mexicana, tuvo una participación activa en la antropología y arqueología desde 1940 y hasta su muerte en 1957. Un gran aporte en este ámbito se vio reflejado en su documental realizado en la ciudad de Tehuantepec en 1941, y posteriormente con apoyo de la fundación Guggenheim, se dirigió a esta misma  para estudiar y posteriormente publicar su libro Mexico South: The Isthmus of Tehuantepec, en 1946. Posteriormente, en 1954, publicó The Eagle, the Jaguar and the Serpent. Indian Art of the Americas, otro libro con estudios en este campo. Quizás su aportación más relevante fue el redescubrimiento de la cultura olmeca, pues fue el primero al que se le ocurrió ligar bajo un común denominador todos sus objetos, a partir de la intuición plástica y estética.

## Vida familiar
En 1954, Covarrubias se separó de Rosa y, en 1955, se casó con Rocío Sagaón. Ella también era bailarina, pero mexicana y diez años más joven que Rosa; la conoció en el Instituto Nacional de Bellas Artes y Literatura.[cita requerida]

## Fallecimiento
La diabetes de Covarrubias se agrava y le provoca una úlcera, que hace necesaria su internación en el Hospital Juárez. Falleció el 5 de febrero de 1957. Fue velado en el Museo Nacional de Antropología e Historia, en la calle de Moneda, y enterrado en el Panteón Francés, en la cripta de la familia Covarrubias.

## Obras
Conocido en Estados Unidos como comediante y caricaturista, sus obras pictóricas reflejan con fino humor la sociedad mexicana de su época. Firme exponente del art déco, su estilo lineal de dibujo fue una importante influencia en caricaturistas como Al Hirschfeld.
Las ilustraciones que elaboró para ediciones estadounidenses de libros se han vuelto artículos de colección muy buscados por los conocedores.
El Museo Universitario "Dr. Luis Mario Schneider" ganó el Premio "Miguel Covarrubias" a la mejor museografía en el año 2002.